# Seraucourt
Seraucourt is een plaatsje in het Franse departement Meuse in de gemeente Beausite. Séraucourt ligt aan de Bunet, een zijriviertje van de Aire.
Op 1 januari 1973 fuseerde Seraucourt met Amblaincourt, Beauzée-sur-Aire en Deuxnouds-devant-Beauzée tot de gemeente Beausite.
Amblaincourt · Beauzée-sur-Aire · Deuxnouds-devant-Beauzée · Seraucourt